# Tolerancia del cultivo a la salinidad

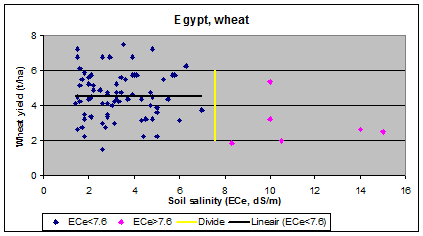
El cultivo regado de trigo en Egipto tiene una tolerancia a la salinidad de ECe=7.6 dS/m. Más allá el rendimiento se reduce.

Tolerancia del cultivo a la salinidad es el nivel máximo de la salinidad del agua tolerada por un cultivo sin perder su productividad. A niveles más altos la productividad se reduce.  Normalmente la salinidad se toma como la salinidad del agua en el suelo o la del agua de riego.
La tolerancia a la salinidad del suelo es de importancia en áreas regadas en regiones (semi)áridas donde el problema de salinidad del suelo puede ser extensivo como resultado de la salinización que ocurre en gran escala en estas regiones cubriendo cientos de millones de hectáreas.  La distribución regional del los 3,230,000 km² suelos afectados por salinidad mundialmente se muestra en distribución mundial basado en el FAO/UNESCO Mapa de Suleos del Mundo.
Donde se practica el riego por aspersión, el agua salino puede causar daño considerable por quemadura de las hojas.

## Historia
Uno de los primeros estudios de la salinidad del suelo y la reacción de las plantas ha sido publicado en el  USDA Agriculture Handbook No. 60 , 1954.
Más de 20 años después Maas y Hoffman publicaron los resultados de un estudio extensivo de la resistencia de cultivos a la salinidad.  En el año 2001 un estudio Canadiense ha producido una cantidad apreciable de datos adicionales.  Un reconocimiento amplio de tolerancias referidas mundialmente ha sido hecho por la FAO en 2002.
La mayoría de los estudios se efectuó en lisímetros o en barriles bajo condiciones controladas. La cantidad de datos de campo en la práctica de la agricultura es escasa, probablemente por requerir mayores esfuerzos, por la auséncia de un control estricto de las condiciones de crecimiento de las plantas afuera de la salinidad propia, y por eso la presencia de una gran variación al azar de los datos. Sin embargo, con métodos estadísticos, no es imposible detectar la tolerancia a partir de datos de campo.

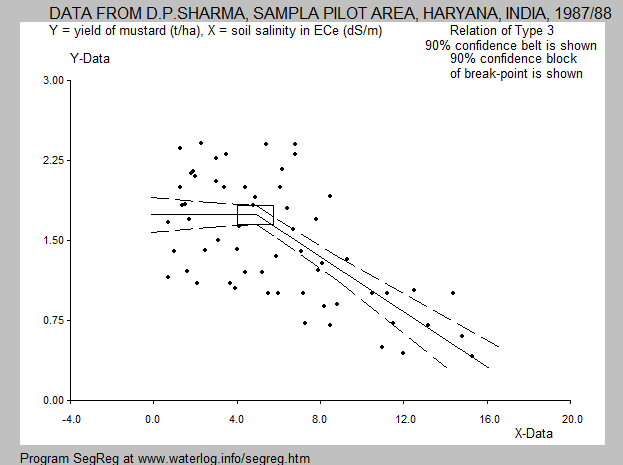
Modelo Maas-Hoffman de cosecha de mostaza y salinidad del suelo en el campo. La tolerancia es alrededor de ECe = 5 dS/m

## Clasificación
La salinidad del agua y del suelo se deja expresar en varias maneras. El parámetro más común es la conductividad eléctrica del extracto de una muestra de suelo saturado (ECe), medida en unidades de deciSiemens por metro (dS/m), anteriormente expresada en millimhos por centímetro (mmho/cm), que es lo mismo.
Bernstein presentó la siguiente clasificación sel suelo salino basado en ECe (dS/m):
- ECe 0- 2 suelo no salino
- ECe 2- 4 ligeramente salino, la producción de cultivos sensitivos se reduce
- ECe 4- 8 moderadamente salino, disminuición de la producción de muchos cultivos
- ECe 8-16 suelo salino, rendimiento normal solo de cultivos tolerantes
- ECe > 16 suelo muy salino, rendimientos aceptables solo de cultivos muy resistentes

## Modelación

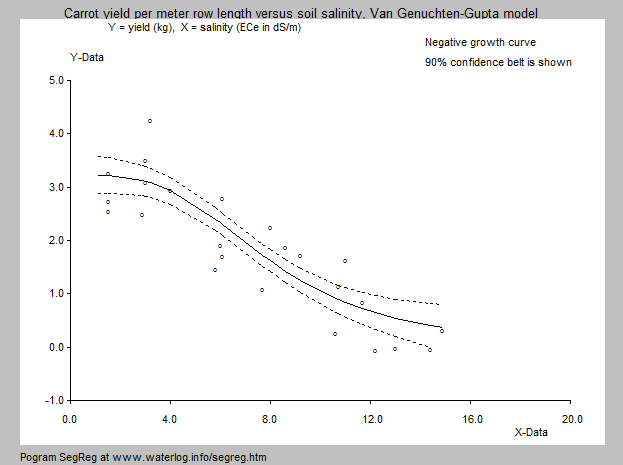
Modelo Van Genuchten-Gupta para describir la relación entre la producción de zanahoria y la salinidad del suelo en el campo.

La manera más común de presentar datos de rendimiento y salinidad es de acuerdo al modelo de Maas-Hoffman (ver figura de arriba): inicialmente una línea horizontal conectada a una línea descendiente. El punto de quiebra se llama umbral o toleráncia.  Para datos de campo con variación al azar el nivel de tolerancia se determina con una regresión segmentada.
Otro método ha sido descrito por Van Genuchten y Gupta.  Se utilizó una curva S invertida como se ve en la figura a la izquierda. El modelo reconoce que la cola de la relación puede tener una inclinación más plana que la parte media. Por otro lado el modelo no provee un nivel de tolerancia bien definido.
Empleando el modelo Maas-Hoffman en situaciones con una tendencia plana al fin de la cola podría llevar a un punto de quiebra con un valor de ECe más bajo, como consecuencia del uso del método de minimalización de las desviaciones de los valores modelados con respecto a los valores observados sobre el domínio entero (es decir incluyendo la cola).
El tercer modelo es el que corresponde al método de regresión parcial con lo cual se detecta el rango horizontal más largo (el alcance de no efecto) de la relación rendimiento-ECe mientras que más allá de este rango se inicia la disminuición de la producción. Con este método, la tendencia en la última parte de la relación no juega un papel (ver imagen abajo).

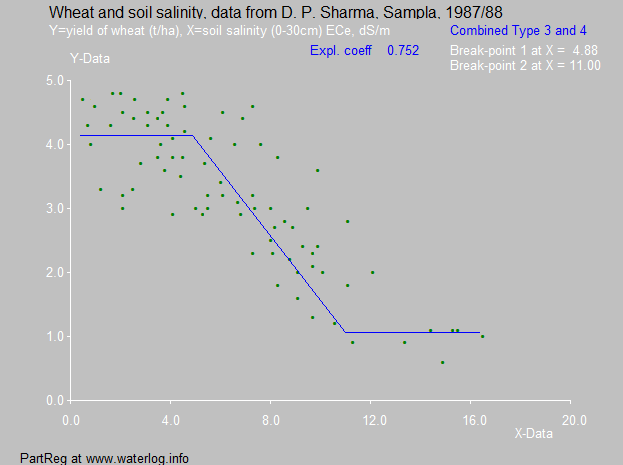
Regresión parcial utilizada para detectar el alcance máximo del rango de no influencia de la salinidad donde el rendimiento de trigo cultivado en el campo no disminuye. La tolerancia es alrededor de ECe=5 dS/m

## Aumentando la tolerancia
Hoy en día una cantidad considerable de investigaciones se emprende para desarrollar cultivos que tienen una tolerancia elevada con el fin de promover la cultivación en regiones que sufren de la salinidad.

## Daño a las hojas
En Australia se desarrolló la siguiente clasificación de la salinidad de agua aplicado por apersores:

| Sensitividad            | Cloruro (mg/l) | Sódio (mg/l) | Cultivo afectado                          |
| ----------------------- | -------------- | ------------ | ----------------------------------------- |
| Sensitivo               | <178           | <114         | Almendro, melocotón, citrus, ciruela      |
| Moderadamente Sensitivo | 178-355        | 114-229      | Capsicum, uva, papa, tomate               |
| Moderadamente Tolerante | 355-710        | 229-458      | Cebada, pepino, maíz                      |
| Tolerant                | >710           | >458         | Coliflor, algodón, sésamo, sorgo, girasol |